# Kielosaari (ö i Norra Karelen, Mellersta Karelen, lat 62,32, long 29,84)
Kielosaari är en ö i Finland.   Den ligger i kommunen Rääkkylä i den ekonomiska regionen  Mellersta Karelens ekonomiska region  och landskapet Norra Karelen, i den sydöstra delen av landet, 300 km nordost om huvudstaden Helsingfors.